# Бурундуки (Дрожжановский район)
Бурундуки (тат. Борындык) — железнодорожная станция (населённый пункт) в Дрожжановском районе Татарстана. Административный центр и единственный населённый пункт Новобурундуковского сельского поселения.

## География
Представляет собой эксклав, лежащий вне основной территории Дрожжановского района, но переданный ему в качестве основы грузового терминала станции Бурундуки на железнодорожной линии Ульяновск-Свияжск. Находится приблизительно в 43 км к востоку от районного центра села Старое Дрожжаное и в 22 км к югу от города Буинск.
В 1,5 км к западу от посёлка проходит автодорога Р-241 «Казань — Буинск — Ульяновск».

## История
Строительство станции началось в 1942 году при строительстве рокадной железной дороги Ульяновск-Свияжск. Официально основана в 1943 году. С 1966 года в Дрожжановском районе.

## Население
Постоянное население составляло 567 человек (чуваши 67 %, татары 25 %) в 1989 году, 533 человека (чуваши 65 %) в 2002 году.
| 2002 | 2012 | 2013 | 2014 | 2015 | 2016 | 2017 |
| ---- | ---- | ---- | ---- | ---- | ---- | ---- |
| 536  | ↘513 | ↘499 | ↘496 | ↘481 | ↘450 | ↘437 |

## Инфраструктура
В посёлке имеются начальная дом культуры, школа-сад, библиотека, ФАП, элеватор, ферма, нефтебаза, производственная база АО «Татавтодор», металлоприёмная база.